# تونيسفورست
تونيسفورث (بالألمانية: Tönisvorst) هي بلدة ألمانية تقع في ألمانيا في فيرزن. يقدر عدد سكانها بـ 30,127 نسمة .

## المدن التوأمة
مدن صايص، Staré Město و لكدل ‏ هي مدن توأمة لـتونيسفورث.

## أعلام
- هانز جونكيرمان
- توبياس ليفيلس